# Parabiago
Parabiago est une ville italienne d'environ 26 400 habitants située dans la ville métropolitaine de Milan, dans la région de la Lombardie, dans le Nord-Ouest de l'Italie.

## Toponymie
Parabiagh ou Parabià dans la langue locale.

## Géographie

#### Cartographie interactive(cliquer pour afficher)
Parabiago est limitrophe des communes d'Arluno, Busto Garolfo, Canegrate, Casorezzo, Cerro Maggiore, Nerviano et San Vittore Olona.
Les frazioni de la commune sont Villastanza, Villapia (anciennement Tiracoda), Ravello et San Lorenzo.

## Histoire
- Bataille de Parabiago

## Évolution démographique
Habitants recensés

## Administration
| Période                                  | Période  | Identité                | Étiquette    | Qualité |
| ---------------------------------------- | -------- | ----------------------- | ------------ | ------- |
| 2000                                     | 2010     | Olindo Bruno Garavaglia | Centre-droit |         |
| 2010                                     | En cours | Franco Borghi           | Centre-droit |         |
| Les données manquantes sont à compléter. |          |                         |              |         |

### Jumelages
- Samobor (Croatie) depuis 2010

## Culture
En 1907 y a été découvert le plat de Parabiago, actuellement conservé au musée archéologique de Milan.
- Abbaye Sant'Ambrogio della Vittoria

## Sport
- Targa Libero Ferrario
- Trophée Antonietto Rancilio

## Personnalités nées à Parabiago
- Eugenio Travaini (1930-1993), médecin et écrivain
- Giuseppe Maggiolini (1738-1814), ébéniste
- Franca Rame (1929), actrice de théâtre et auteure de pièces de théâtre
- Libero Ferrario (1901-1930), coureur cycliste.